# Acheilognathus cyanostigma
Acheilognathus cyanostigma (japanisch イチモンジタナゴ Ichimonji-Tanago, englisch Striped bitterling) ist ein Bitterling aus der Gattung Acheilognathus.

## Vorkommen
Acheilognathus cyanostigma ist in Japan endemisch. Dort ist der Bitterling in den Präfekturen Mie, Kyōto, Hyogo, Shiga und Osaka verbreitet. Das gesamte Verbreitungsgebiet überspannt 10.401 km², worin die Art in einer Wasserfläche von etwa 32 km² vorkommt.
Sie lebt in seichten Frischwasserseen wie dem Biwa-See sowie in den Flüssen Yodo, Yura und Kako.
In das Überschwemmungsgebiet der Nōbi-Ebene, in den Mikata-See und die Flüsse Yahagi und Midori wurde Acheilognathus cyanostigma absichtlich als Zierfisch und auch versehentlich mit Eiern des Ayu (Plecoglossus altivelis altivelis) eingeführt. Aus dem Mikata-See ist die Art inzwischen jedoch wieder verschwunden.

## Bedrohungen
Die IUCN stuft die Acheilognathus cyanostigma als stark gefährdet („endangered“) ein, da das Verbreitungsgebiet sowie die Anzahl der Subpopulationen kontinuierlich zurückgehen. Auf der nationalen Roten Liste gefährdeter Süß- und Brackwasserfische Japans wird Acheilognathus cyanostigma als vom Aussterben bedroht („critically endangered“) klassifiziert. Vor allem im Yodo, dem Biwa-See und der Nobi-Ebene sind die Subpopulationen stark rückläufig. Ursachen für den Populationsrückgang sind invasive Arten, die Verschlechterung von Lebensräumen und der Fang als Zierfische für Aquarien. Zu den invasiven Arten zählen Raubfische wie der Blaue Sonnenbarsch und der Forellenbarsch. Diese stellen vor allem im Biwa-See eine Bedrohung für Acheilognathus cyanostigma dar. Ein Nahrungskonkurrent ist zudem Rhodeus ocellatus ocellatus.
Dort wo Acheilognathus cyanostigma eingeführt wurde, wirkt er sich selbst als invasive Art wiederum negativ auf andere, einheimische Bitterlinge aus, da er mit diesen um Eiablageplätze in Muscheln konkurriert.
Natürliche Lebensräume sind in den größeren Flüssen und am Ufer des Biwa-Sees durch Bau von Betonbänken verloren gegangen. Flussentwicklungen und Wasserverschmutzung beeinträchtigen die Art auch indirekt, da sie zu einem Rückgang an Süßwassermuscheln führen.

## Merkmale und Lebensweise

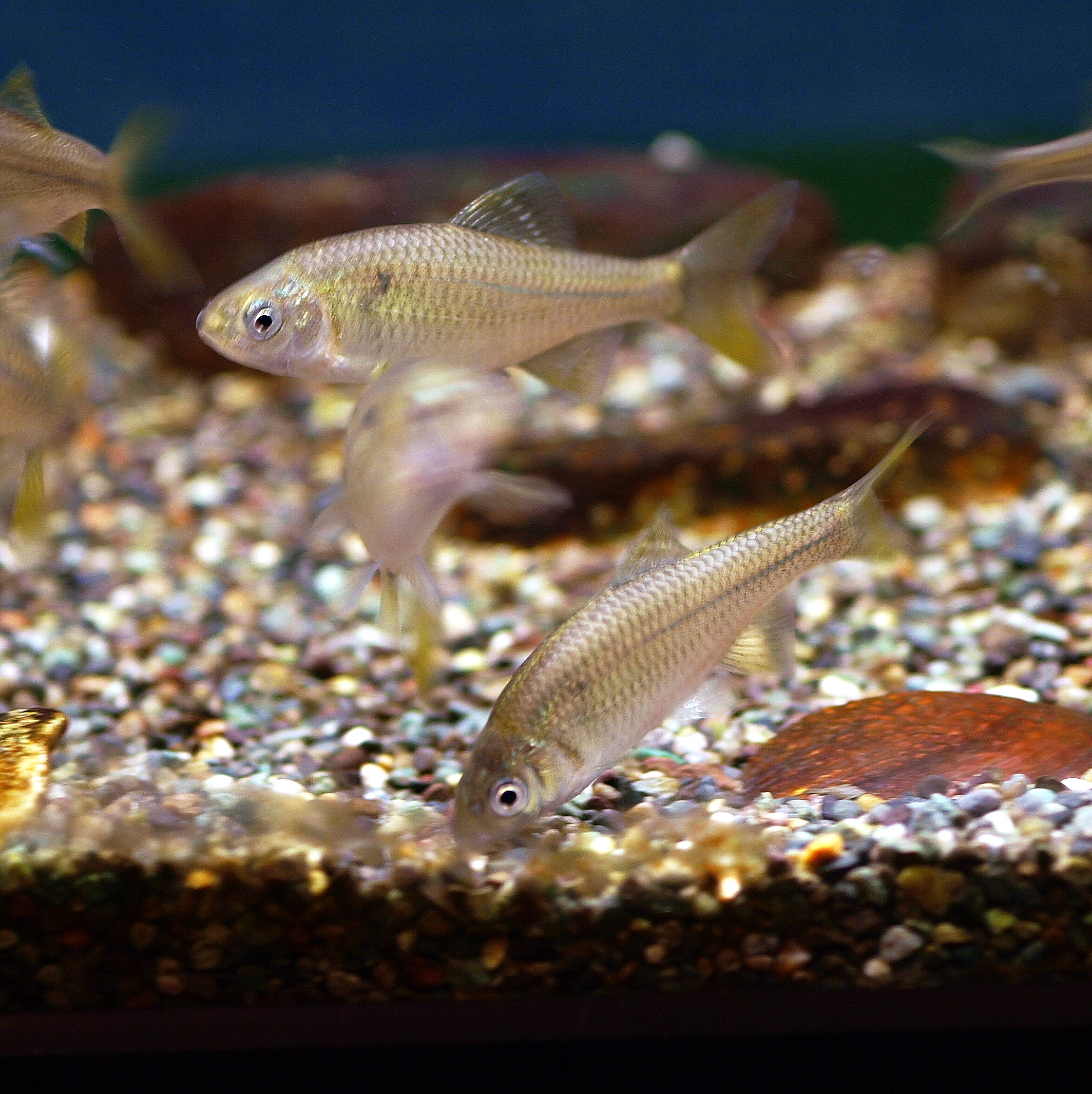
Acheilognathus cyanostigma als Zierfische in einem Aquarium

Acheilognathus cyanostigma lebt in seichtem, stehendem bis langsam fließendem Süßwasser und wird typischerweise bis zu 8 cm groß. Die Weibchen besitzen einen Ovipositor (Legeröhre), mit dem sie ihre Eier in Muscheln wie der Chinesischen Teichmuschel ablegen können, wo die Jungtiere zunächst verbleiben. Der Ovipositor erreicht zur Laichzeit zwischen Anfang April und Juli eine Länge zwischen 19,2 und 42,8 mm, jedoch tritt keine signifikante Variation nach Jahreszeit auf. Die Eier haben ein Volumen von etwa 1,5 mm³ und eine elliptische Form.

## Systematik
Die Art wurde 1903 von den US-amerikanischen Zoologen David Starr Jordan und Henry Weed Fowler wissenschaftlich erstbeschrieben. Der Holotyp stammt aus dem Biwa-See.